# Giovanni Battista Janelli
Giovanni Battista Janelli (Parma, 7 aprile 1819 – Parma, 14 maggio 1884) è stato un militare e scrittore italiano.

## Opere
- Dizionario biografico dei  parmigiani illustri o benemeriti, Genova, Tipografia di Gaetano Schenone, 1877.